# احمق‌های راهپیمایی

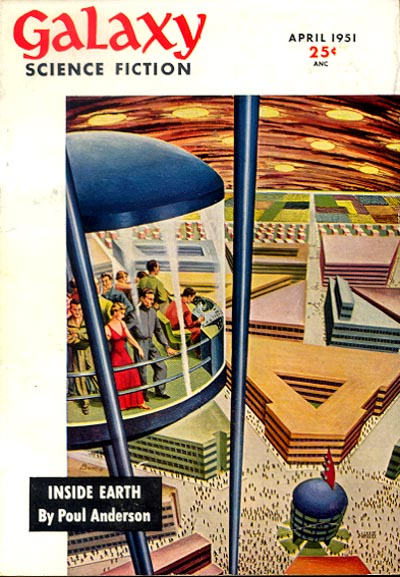
جلد کتاب احمق های راهپیمایی

احمق‌های راهپیمایی (انگلیسی: The Marching Morons) داستانی علمی-تخیلی از نویسنده آمریکایی سیریل ام. کورنبلوت است که ابتدا در آوریل ۱۹۵۱ در مجله علمی تخیلی کهکشان منتشر شد. پس از انتخاب به عنوان یکی از بهترین رمان‌ها در سال ۱۹۶۵ در تالار مشاهیر علمی تخیلی، جلد دوم قرار گرفت.

## موضوع داستان
داستان آینده‌ای را توصیف می‌کند که در آن ترکیبی از افراد باهوش که بچه‌دار نمی‌شوند و افزایش جمعیت بیش از حد توسط افراد کم‌هوش، دنیایی پر از کم‌هوش‌ها را ایجاد کرده‌است، به استثنای تعداد کمی از نخبگان. که برای حفظ نظم کار می‌کنند.
داستان بر اساس نظریه تبه‌ژن‌شناسی («فرضیه دیسژنیک») نوشته شده‌است بر اساس این نظریه هوش تا حد زیادی ارثی است، به همین دلیل کورنبلوت، عنوان می‌کند که افراد کم هوش بیشتر از افراد باهوش بچه دار می‌شوند؛ بنابراین، سطح متوسط هوش در طول زمان کاهش می‌یابد. علاوه بر این، افراد کم هوش تمایل دارند با افراد کم‌هوش بچه‌دار شوند و افراد باهوش با افراد باهوش بچه‌دار می‌شوند. در نتیجه: نژاد بشر به یک اکثریت بزرگ، بسیار کم هوش، و یک اقلیت کوچک و بسیار باهوش تقسیم خواهد شد.